# تشارلز داوتي
تشارلز داوتي (1843 – 1926) (بالإنجليزية Charles Doughty) شاعر ورحالة إنجليزي. (من صنف الرحالة العلماء)، درس الجيولوجيا في جامعة كمبردج، وقام برحلة استكشافية إلى المناطق المتجمدة وهو في العشرين من عمره، ثم قرر الانصراف لخدمة لغته الإنكليزية، ودرس اللغتين الدنمركية والهولندية.
بدأ داوتي رحلاته بإسبانيا وإيطاليا ثم ذهب إلى اليونان فـــمصر حيث وصل القاهرة عام 1875م، ثم عبر صحراء سيناء حتى وصل مدينة البتراء حيث سمع عن مدائن صالح المدينة الأثرية في شمالي الحجاز التي لم تنجح كل من بوركهارت وبيرتون في الوصول إليها، وعزم داوتي على مشاهدتها وانضم إلى قافلة للحج تحت اسم مستعار (خليل)؛ وصل إلى مدائن صالح في نوفمبر / تشرين الثاني 1876م، واستطاع أن يتجول في المنطقة مستنسخاً الكتابات والرسوم المنقوشة في واجهات المقابر، وبدلاً من العودة مع الحجاج إلى دمشق آثر داوتي حياة البداوة وعاش مع جماعة بدوية وتجول معهم...
في الخامس من يوليو / تموز 1878م توجه مع قافلة للحجاج إلى الحجاز، ووصل الطائف ثم توجه إلى جدة في أغسطس / آب 1878م، وكتب كتابه الجزيرة العربية الصحراوية، ورسم فيه صورة فريدة من نوعها عن الجزيرة كما كتب عن حياة البدو وما يقاسونه من معاناة وشدة، وأبرز كثيراً من المفارقات في حياتهم الاجتماعية، وكجيولوجي أدرك الرتابة الفائقة لصحراء التيه القاحلة، كما أنه يعد من أكثر الرحالة الذين عانوا من الذل والهوان ومشاق الحياة.
أهم أعماله كتاب الترحال في صحاري العرب (Travels in Arabia Deserta) الذي كتبه عام 1888 وهو عبارة عن قصته عندما جاء عام 1876م ومكث عدة سنوات جال من خلالها أجزاء من الجزيرة العربية تحت اسم مستعار «خليل».
- انظر أيضا رحلات داوتي في الجزيرة العربية (كتاب)

## روابط خارجية
- تشارلز داوتي على موقع الموسوعة البريطانية (الإنجليزية)